# 보험료불가분의 원칙
보험료불가분의 원칙이란 보험료기간은 위험측정의 단위가 되는 기간이기 때문에 그 중도에 보험계약의 효력이 소멸하더라도 보험자는 1년이란 보험료기간의 보험료를 전부 취득하는 것을 말한다.

## 판례
보험료불가분의 원칙에 관한 우리 상법의 태도를 고려하여 볼 때, 상법 제652조 제2항에 따라 보험자가 피보험자 등으로부터 사고발생의 위험이 변경 또는 증가하였다는 통지를 받고 이를 이유로 보험계약을 해지하는 경우, 보험약관에서 미경과기간에 대한 보험료를 반환하도록 정하고 있다면 그 보험약관은 유효하다. 이는 보험기간 중에 보험사고가 발생하여도 보험계약이 종료하지 않고 원래 약정된 보험금액에서 위 보험사고에 관하여 지급한 보험금액을 감액한 잔액을 나머지 보험기간에 대한 보험금액으로 하여 보험계약이 존속하는 경우에도 마찬가지이다.— 대법원 2008.1.31, 선고, 2005다57806, 판결